# Лакербай, Олег Григорьевич
Оле́г Григо́рьевич Лакерба́й (10 марта 1916, Гудаута — 21 мая 2001, Гудаута) — внук Мурзакана Лакрба.

## Биография
Начал заниматься спортом в 1930 у наставника Б. Ставраки. В 1930-х годах становится чемпионом и рекордсменом Абхазии, Грузии и Закавказья по лёгкой атлетике и плаванию. В 1936 поступил в Тбилисский политехнический институт, однако прервал учёбу и работал инструктором ДСО «Спартак», затем тренером ДЮСШ по лёгкой атлетике. Сам продолжал участвовать в соревнованиях и стал победителем многих турниров по лыжам, имел первый разряд по шахматам. В годы Великой Отечественной войны готовил бойцов-рукопашников, за что был награждён медалью «За оборону Кавказа».
В 1950 году заочно окончил Московский институт физкультуры. Одновременно преподавал в Тбилисском институте физкультуры. В 1945 году сборная ГССР по лёгкой атлетике, где он был старшим тренером, выигрывает первое место на всесоюзных соревнованиях. Успешно совмещал тренерскую и преподавательскую деятельность.
Тренировал будущую мировую рекордсменку в толкании ядра Татьяну Севрюкову, рекордсменку Грузии и Закавказья по прыжкам в высоту Марлену Михайлову. Среди его учеников был и будущий олимпийский призер Леван Санадзе. В разное время возглавлял Федерацию, тренерский совет и судейскую коллегию ГССР по лёгкой атлетике. Автор многих учебных пособий и методических разработок. За заслуги в развитии спорта Олегу Лакербай присвоены звания: заслуженный работник просвещения ГССР, заслуженный тренер ГССР, судья всесоюзной категории, заслуженный работник физкультуры и спорта Абхазской АССР, заслуженный тренер РА. Назван одним из лучших тренеров Грузии XX столетия.
В 1993 году вернулся в Абхазию, где умер в возрасте 85 лет.